# ۱۹۲۱

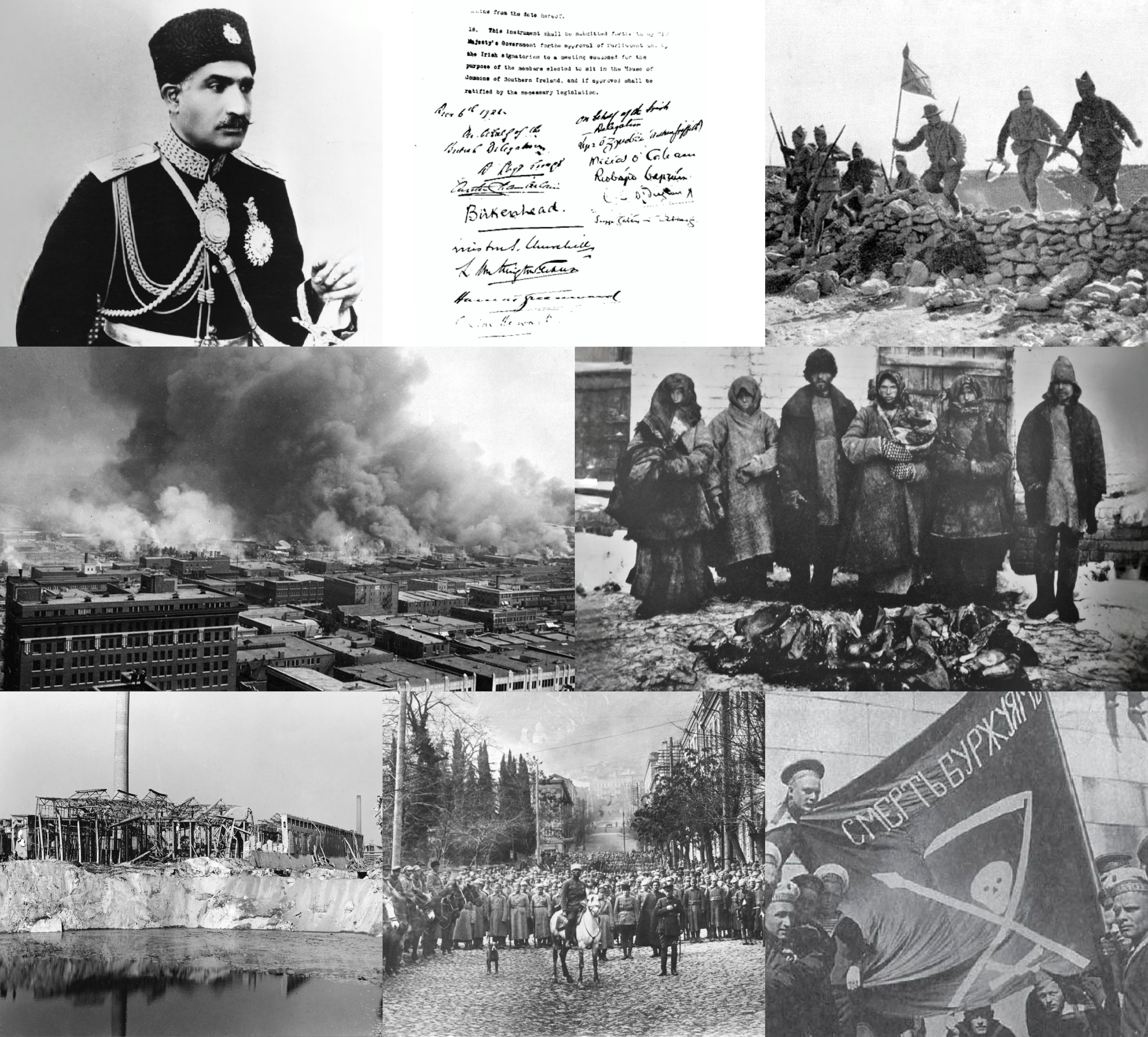

سال ۱۹۲۱ میلادی، سالی از دهه ۱۹۲۰ در سده ۲۰ میلادی بود.
در این صفحه وقایع مهم سال ۱۹۲۱ میلادی فهرست شده‌اند.

## رویدادها
- ۲ آوریل - سال روز تأسیس جمهوری خود مختار خراسان

## زادروزها
ژانویه
- ۱۹ ژانویه - پاتریشیا های‌اسمیت، نویسنده آمریکایی (د. ۱۹۹۵)
- ۲۷ ژانویه - دانا رید، بازیگر آمریکایی (د. ۱۹۸۶)

فوریه
- ۴ فوریه - بتی فریدان، ژورنالیست و نویسنده آمریکایی (د. ۲۰۰۶)
- ۱۱ فوریه - لوید بنتسن، افسر، قاضی، و سیاستمدار آمریکایی (د. ۲۰۰۶)
- ۲۶ فوریه - بتی هاتن، بازیگر و خواننده آمریکایی (د. ۲۰۰۷)

مارس
- ۱۶ مارس - ملک فهد بن عبدالعزیز آل سعود، پنجمین پادشاه عربستان سعودی و هجدهمین فرمانروا از خاندان آل سعود (د. ۲۰۰۵)
- ۲۵ مارس - سیمون سینیوره، بازیگر و نویسنده فرانسوی (د. ۱۹۸۵)
- ۲۸ مارس - دیرک بگارد، بازیگر و نویسنده بریتانیایی (د. ۱۹۹۹)

آوریل
- ۲۵ آوریل - کارل اپل، نقاش و مجسمه‌ساز هلندی (د. ۲۰۰۶)

مه
- ۲ مه - ساتیاجیت رای، تهیه‌کننده، فیلمنامه‌نویس، آهنگساز، نویسنده، و کارگردان هندی (د. ۱۹۹۲)
- ۵ مه - آرتور لئونارد شالو، فیزیک‌دان آمریکایی (د. ۱۹۹۹)
- ۱۴ مه - ریچارد دیکون (هنرپیشه)، بازیگر آمریکایی (د. ۱۹۸۴)
- ۱۶ مه - هری کری، جونیور، بازیگر آمریکایی (د. ۲۰۱۲)
- ۲۶ مه - استن مورتنسن، بازیکن فوتبال انگلیسی (د. ۱۹۹۱)
- ۲۰ مه - ولفگانگ بورشرت، نمایشنامه‌نویس و نویسنده آلمانی (د. ۱۹۴۷)

ژوئن
- ۱۵ ژوئن - ارول گارنر، پیانیست و آهنگساز آمریکایی (د. ۱۹۷۷)
- ۱۹ ژوئن - لوئی ژوردان، بازیگر فرانسوی (د. ۲۰۱۵)
- ۲۱ ژوئن - جین راسل، بازیگر و خواننده آمریکایی (د. ۲۰۱۱)

ژوئیه
- ۸ ژوئیه - ادگار مورن، فیلسوف و جامعه‌شناس فرانسوی
- ۱۷ ژوئیه – ارنست اشتتلر، دوچرخه‌سوار اهل سوئیس (د. ۲۰۰۱)
- ۱۹ ژوئیه - روزالین سوسمن یالو، فیزیک‌دان آمریکایی (د. ۲۰۱۱)
- ۲۲ ژوئیه - ویلیام وی. روث، جونیور، سیاستمدار و وکیل آمریکایی (د. ۲۰۰۳)

اوت
- ۴ اوت - موریس ریچارد، بازیکن هاکی روی یخ و ورزشکار کانادایی (د. ۲۰۰۰)
- ۸ اوت - استر ویلیامز، بازیگر آمریکایی (د. ۲۰۱۳)
- ۹ اوت - جان جی. اگزون، سیاستمدار آمریکایی (د. ۲۰۰۵)
- ۱۹ اوت - جین رادنبری، فیلم‌نامه‌نویس و تهیه‌کننده آمریکایی (د. ۱۹۹۱)
- ۲۳ اوت - کنت آرو، اقتصاددان و استاد دانشگاه آمریکایی (د. ۲۰۱۷)

سپتامبر
- ۳ نوامبر - چارلز برانسون، بازیگر آمریکایی (د. ۲۰۰۳)
- ۶ نوامبر - جیمز جونز، نویسنده آمریکایی (د. ۱۹۷۷)
- ۱۲ سپتامبر - استانیسلاو لم، نویسندهٔ لهستانی (د. ۲۰۰۶)
- ۱۴ نوامبر - برایان کیت، بازیگر آمریکایی (د. ۱۹۹۷)
- ۲۰ نوامبر - دان فریزر، بازیگر آمریکایی (د. ۲۰۱۱)
- ۲۷ نوامبر - الکساندر دوبچک، سیاستمدار و دیپلمات اهل اسلواکی (د. ۱۹۹۲)

اکتبر
- ۴ اکتبر - فرانسیسکو مورالس برمودز، رئیس‌جمهور پرو (د. ۲۰۲۲)

نوامبر
- ۵ نوامبر - فوزیه، ملکهٔ ایران و شاهدخت مصر (د. ۲۰۱۳)
- ۱۲ نوامبر - امین الحافظ، نخست‌وزیر سوریه (د. ۲۰۰۹)

دسامبر
- ۴ دسامبر - دیانا دربین، بازیگر و خواننده کانادایی (د. ۲۰۱۳)
- ۱۱ دسامبر - لیز اسمیت، بازیگر بریتانیایی (د. ۲۰۱۶)
- ۲۶ دسامبر - استیو آلن، مجری تلویزیونی، موسیقی‌دان، و بازیگر آمریکایی (د. ۲۰۰۰)

## مرگ‌ها
- ۲ اوت - انریکو کاروسو: خواننده اپرای ایتالیایی.
- ۱ ژانویه – تئوبالد فن بتمان-هولوگ، سیاستمدار آلمانی (ز. ۱۸۵۶)
- ۸ ژانویه – اما گاد، نویسنده اهل دانمارک (ز. ۱۸۵۲)
- ۲۶ فوریه – کارل منگر، اقتصاددان اتریشی (ز. ۱۸۴۰)
- ۷ اوت – الکساندر بلوک، شاعر روسی (ز. ۱۸۸۰)
- ۱۹ اوت – ژرژ دارین، نویسنده فرانسوی (ز. ۱۸۶۲)
- ۲۷ سپتامبر – انگلبرت هومپردینک، آهنگساز آلمانی (ز. ۱۸۵۴)
- ۱۲ اکتبر – فیلاندر چیس ناکس، سیاستمدار و دیپلمات آمریکایی (ز. ۱۸۵۳)
- ۱۲ دسامبر – هنریتا سوان لیویت، ستاره‌شناس آمریکایی (ز. ۱۸۶۸)
- ۱۶ دسامبر – کامی سن-سانس، آهنگساز فرانسوی دوره رمانتیسم (ز. ۱۸۳۵)
- ۳۱ دسامبر – بویاز پنروز، سیاستمدار آمریکایی (ز. ۱۸۶۰)

## جوایز نوبل
- جایزه صلح نوبل -
- جایزه نوبل فیزیک - آلبرت اینشتین - به دلیل توضیح‌هایش در مورد اثر فوتوالکتریک
- جایزه نوبل شیمی - فردریک سودی
- جایزه نوبل اقتصاد -
- جایزه نوبل ادبیات - آناتول فرانس
- جایزه نوبل فیزیولوژی و پزشکی -